# Krzysztof Gajtkowski
Krzysztof Gajtkowski (Bytom, 1980. szeptember 26. –) lengyel labdarúgócsatár.

## Pályafutása
2000-ben, a GKS Katowice színeiben mutatkozott be a lengyel első osztályban, a Ruch Chorzów ellen. A 2001/2002-es szezonban 27 meccsen 7 gólt szerzett. 2003-ban a Lech Poznan csapatához igazolt, első meccsét itt az Odra Wodzislaw ellen játszotta március 15-én, ahol gólt is szerzett. a 2003/2004-es szezon 4. fordulójától a GKS Katowice alakulatához került kölcsönbe.2006-ban a Korona Kielce csapatához szerződött, itt a Legia Warszawa elleni kupameccsen debütált, a hosszabbítás után 3-0-ra megnyert meccsen egy gólt szerzett. 2008 és 2009 között a Polonia Warszawánál játszott kölcsönben. Utolsó meccsét a Korona Kielce színeiben 2010. november 27-én játszotta, a Lech Poznan ellen. 2011-ben a Warta Poznań csapatához igazolt, majd egy szezon után a Kolejarz Stróże csapatához került. 2013-ban a Szombierki Bytomhoz igazolt, itt 4 meccsen lépett pályára.